# Blockeley
Blockeley là một máy chủ Minecraft được tạo ra bởi các sinh viên của Đại học California tại Berkeley, là sự tái tạo lại khuôn viên trường đại học theo tỷ lệ 1:1.
Dự án do sinh viên Bjorn Lustic đứng đầu, lấy ý tưởng từ một bình luận châm biếm trên Facebook; khi dự án phát triển hơn 500 sinh viên đã đăng ký để giúp xây dựng máy chủ. Phát triển từ kế hoạch ban đầu là xây dựng Sân vận động Memorial, Lustic và nhóm của anh ấy sẽ tiếp tục làm việc với phần còn lại của trường đại học.
Máy chủ đã được trường đại học sử dụng để tổ chức lễ tốt nghiệp UCB 2020 và 2021 trong đại dịch COVID-19. Lễ hội âm nhạc kéo dài hai ngày được tổ chức trên máy chủ bắt đầu từ ngày 16 tháng 5 năm 2020, bao gồm các hoạt động như Cash Cash, Sam Feldt và Vini Vici. Đây là lễ hội âm nhạc đầu tiên được tổ chức trên Minecraft.
Các sinh viên liên kết của Đại học California đã phối hợp với nhóm xây dựng để tiếp tục tổ chức các sự kiện trên máy chủ để tổ chức các sự kiện trong thời gian đại dịch COVID-19 tiếp diễn.

## Lịch sử
Dự án chính thức bắt đầu vào ngày 15 tháng 3 năm 2020, ngay sau khi trường đại học đóng cửa khuôn viên và tạm dừng tất cả các hoạt động cá nhân. Bjorn Lustic với sự giúp đỡ của người bạn, Hunter Hall, đã chuyển đổi bản quét địa hình của NASA về Berkeley thành thế giới Minecraft bằng công cụ chỉnh sửa thế giới. Quá trình tái tạo Sân vận động Memorial của California được hoàn thành nhanh hơn nhiều so với dự kiến của họ do sự quen thuộc của mỗi thành viên với sân vận động. Nicholas Pickett, đồng dẫn đầu và điều phối viên khởi công xây dựng tương lai, nhớ lại đã dành nhiều thời gian ở lối vào phía tây bắc của sân vận động với tư cách là thành viên của Ban nhạc diễu hành của Đại học California, trong khi giám đốc điều hành tương lai, Elliot Choi, nhớ lại thời gian của mình khi thiết lập các pha nguy hiểm đánh bài trong sinh viên, là sinh viên năm nhất trong Ủy ban Cuộc đua Đại học California. Choi cũng đề nghị đổi tên thành Blockeley, một cách chơi chữ của thành phố, Berkeley, để tránh xung đột pháp lý tiềm ẩn với việc sử dụng tên của trường đại học.

### Xây dựng khuôn viên
Hoàn thành sân vận động chỉ trong khoảng một tuần, nhóm chuyển sang xây dựng các khu vực xung quanh như Nhà Quốc Tế Berkeley bằng cách sử dụng các công cụ như Google Earth để có được kích thước gần đúng của các tòa nhà. Chỉ là một nhóm gồm khoảng bảy nhà xây dựng tích cực làm việc trong thời gian rảnh rỗi của họ, không có kế hoạch hoàn thành toàn bộ khuôn viên, cho đến khi thành viên nhóm xây dựng, Evan Quan đăng một lời kêu gọi công khai cho các nhà xây dựng trên trang Facebook nổi tiếng "Overheard at UC Berkeley". Qua đêm, máy chủ Discord của nhóm đã tăng từ khoảng 10 thành viên lên hơn một nghìn với hàng trăm sinh viên đăng ký xây dựng thông qua Biểu mẫu Google được chia sẻ công khai.